# Centre d'Art Britànic de Yale
El Centre d'Art Britànic de Yale (Yale Center for British Art) de la Universitat Yale en el centre de New Haven, Connecticut, alberga la col·lecció més gran i completa d'art britànic fora del Regne Unit. La col·lecció de pintures, escultures, dibuixos, impressions, llibres estranys i manuscrits reflecteix el desenvolupament de l'art i la cultura britànics des del període isabelí.

## Creació
El centre es va crear gràcies a un regal de Paul Mellon de la seva col·lecció d'art britànic a Yale el 1966, juntament amb una dotació per a les operacions del Centre i fons per a un edifici per allotjar les obres d'art. L'edifici va ser dissenyat per Louis I. Kahn i construït a la cantonada dels carrers York i Chapel a New Haven, a l'altra banda del carrer d'un dels primers edificis de Kahn, la Yale University Art Gallery, construïda el 1953. El Centre d'Art Britànic de Yale es va completar després de la mort de Kahn el 1974 i es va obrir al públic el 15 d'abril de 1977. L'exterior està fet d'acer mat i vidre reflectant; l'interior és de marbre travertí, roure blanc i lli belga. Kahn va aconseguir crear galeries íntimes on es poden veure objectes amb llum natural difusa. Volia permetre la màxima llum del dia possible, amb il·luminació artificial utilitzada només els dies foscos o al vespre. El disseny de l'edifici, els materials i les habitacions il·luminades al cel es combinen per oferir un ambient per a les obres d'art que és senzill i digne.
El Centre està afiliat al Paul Mellon Centre for Studies in British Art de Londres, que atorga beques, publica títols acadèmics i patrocina el primer programa d'estudis de grau a l'estranger de Yale, Yale-in-London.

## Col·lecció
La col·lecció consta de prop de 2.000 pintures i 200 escultures, amb èmfasi en el període comprès entre el naixement de William Hogarth (1697) i la mort de JMW Turner (1851). Altres artistes representats inclouen Thomas Gainsborough, George Stubbs, Joseph Wright, John Constable, Joshua Reynolds, Thomas Lawrence, Robert Polhill Bevan, Stanley Spencer, Barbara Hepworth i Ben Nicholson.

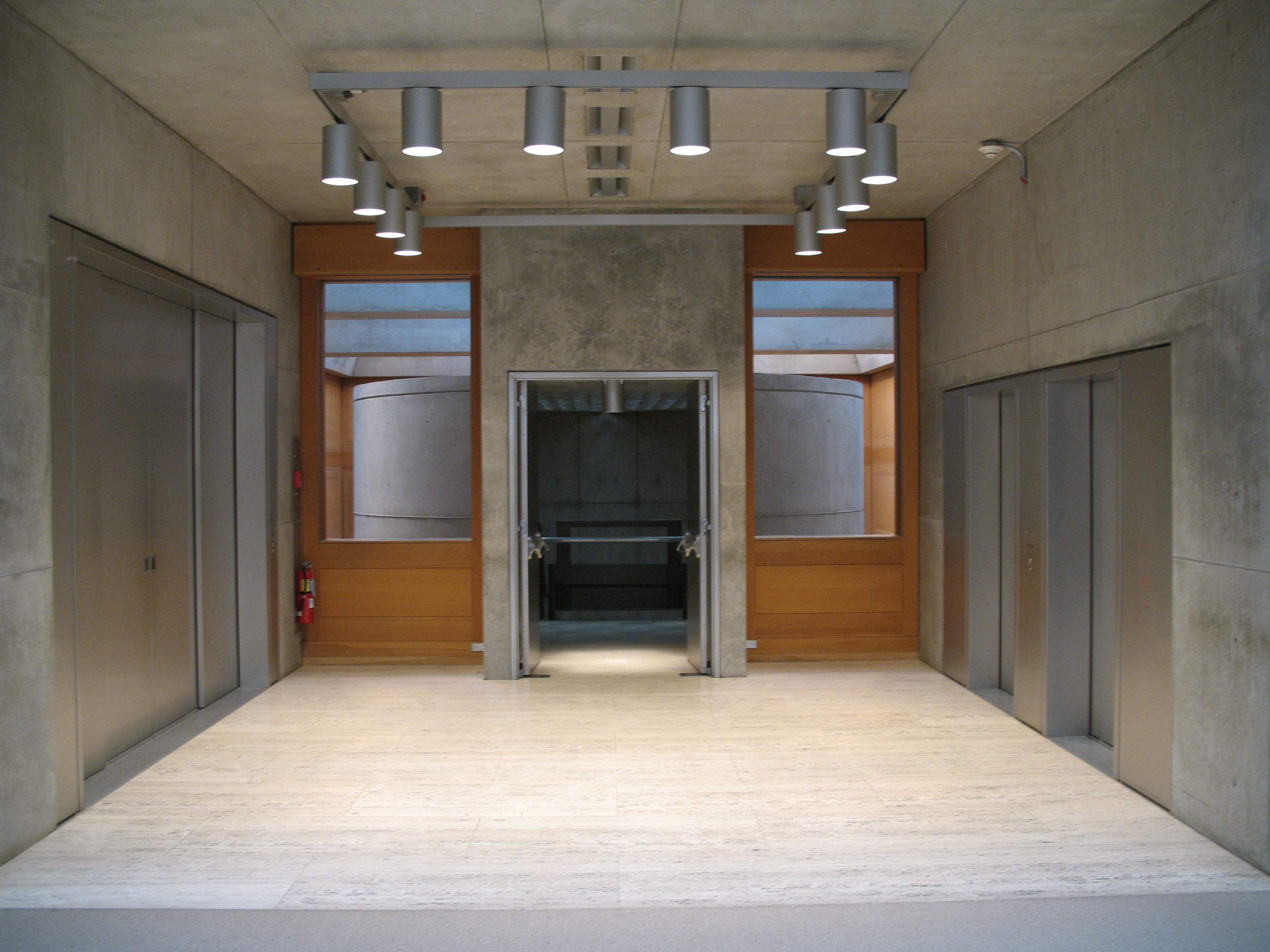
Vestíbul del quart pis

La col·lecció també compta amb obres d'artistes d'Europa i Amèrica del Nord que van viure i van treballar a la Gran Bretanya. Com ara Hans Holbein, Peter Paul Rubens, Anthony van Dyck, Canaletto, Johann Zoffany, John Singleton Copley, Benjamin West i James McNeill Whistler.
Alguns focus de la col·lecció són els retrats de grups reduïts, coneguts com a "peces de conversa", inclosos els de Hogarth, Gainsborough, Johan Zoffany i Arthur Devis; pintures de paisatge de Gainsborough, Richard Wilson, Constable, Richard Parkes Bonington i Turner; i pintures d'animals i esports britànics, amb George Stubbs, John Wootton, Benjamin Marshall i Alfred Munnings. Altres gèneres inclouen les pintures marines, representades per Samuel Scott i Charles Brooking; paisatges urbans de Londres; art de viatges de l'Índia, escenes d'obres de Shakespeare i retrats d'actors.
Els escultors representats inclouen Louis-Francois Roubiliac, Joseph Nollekens, Francis Chantrey, Jacob Epstein i Henry Moore.
La col·lecció de 20.000 dibuixos i aquarel·les i 31.000 gravats inclou art esportiu britànic i dibuixos de figures. Inclou obres de Hogarth, Paul Sandby, Thomas Rowlandson, William Blake, John Constable, Samuel Palmer, Richard Parkes Bonington, John Ruskin, JMW Turner, Walter Sickert, Duncan Grant, Paul Nash, Edward Burra, Stanley Spencer, Augustus John, Gwen. Gwen John, i els prerrafaelites.
La col·lecció de llibres i manuscrits rars del Centre consta de 35.000 volums, inclosos mapes, atles, llibres esportius i material d'arxiu d'artistes britànics. També té unes 1.300 fulles originàries d'incunables il·lustrats. La col·lecció també inclou un conjunt complet de publicacions de Kelmscott Press de William Morris, així com una col·lecció creixent de llibres d'artistes contemporanis. El nucli de la col·lecció de llibres il·lustrats és el material acumulat pel Major JR Abbey, un dels primers col·leccionistes de llibres britànics amb planxes de colors, i inclou més de 2.000 volums que descriuen la vida britànica, costums, paisatges, i viatges durant el període. 1770–1860. La col·lecció del Centre també conté un nombre important de mapes i atles primerencs.
El Centre ofereix un programa anual d'exposicions i programes educatius, incloent-hi pel·lícules, concerts, conferències, gires, simposis i programes familiars. També ofereix nombroses oportunitats per la recerca acadèmica, incloses beques residencials. Els recursos acadèmics del Centre inclouen la biblioteca de referència (40.000 volums) i l'arxiu de fotos, els laboratoris de conservació i una sala d'estudi per examinar treballs en paper de la col·lecció.
El Centre està obert al públic de forma gratuïta sis dies a la setmana i és membre del programa de Museus Recíprocs Nord-americans.

## Selecció d'obres d'art

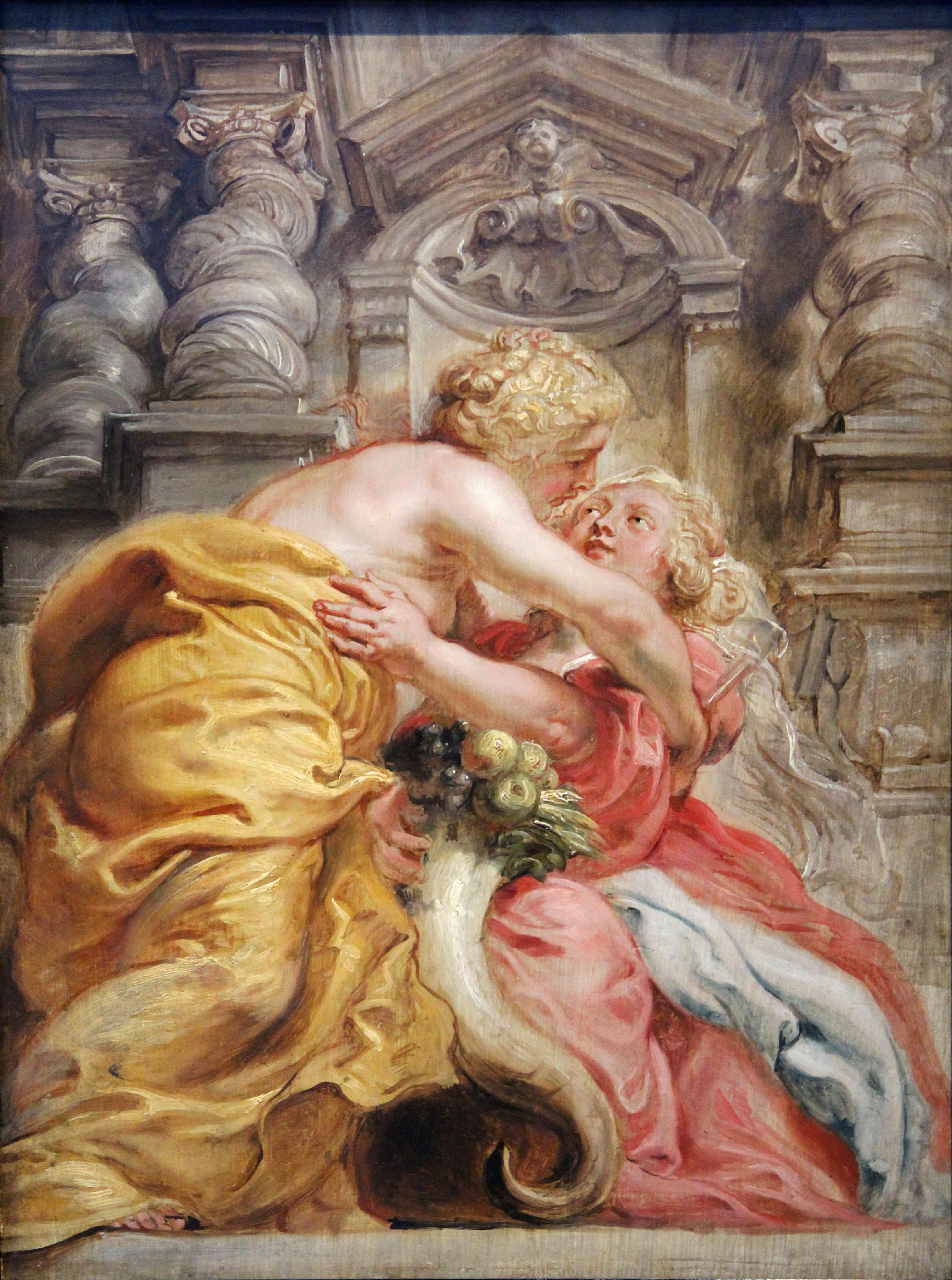
La pau abraçant l'abundància, Peter Paul Rubens, ca. 1632-1633
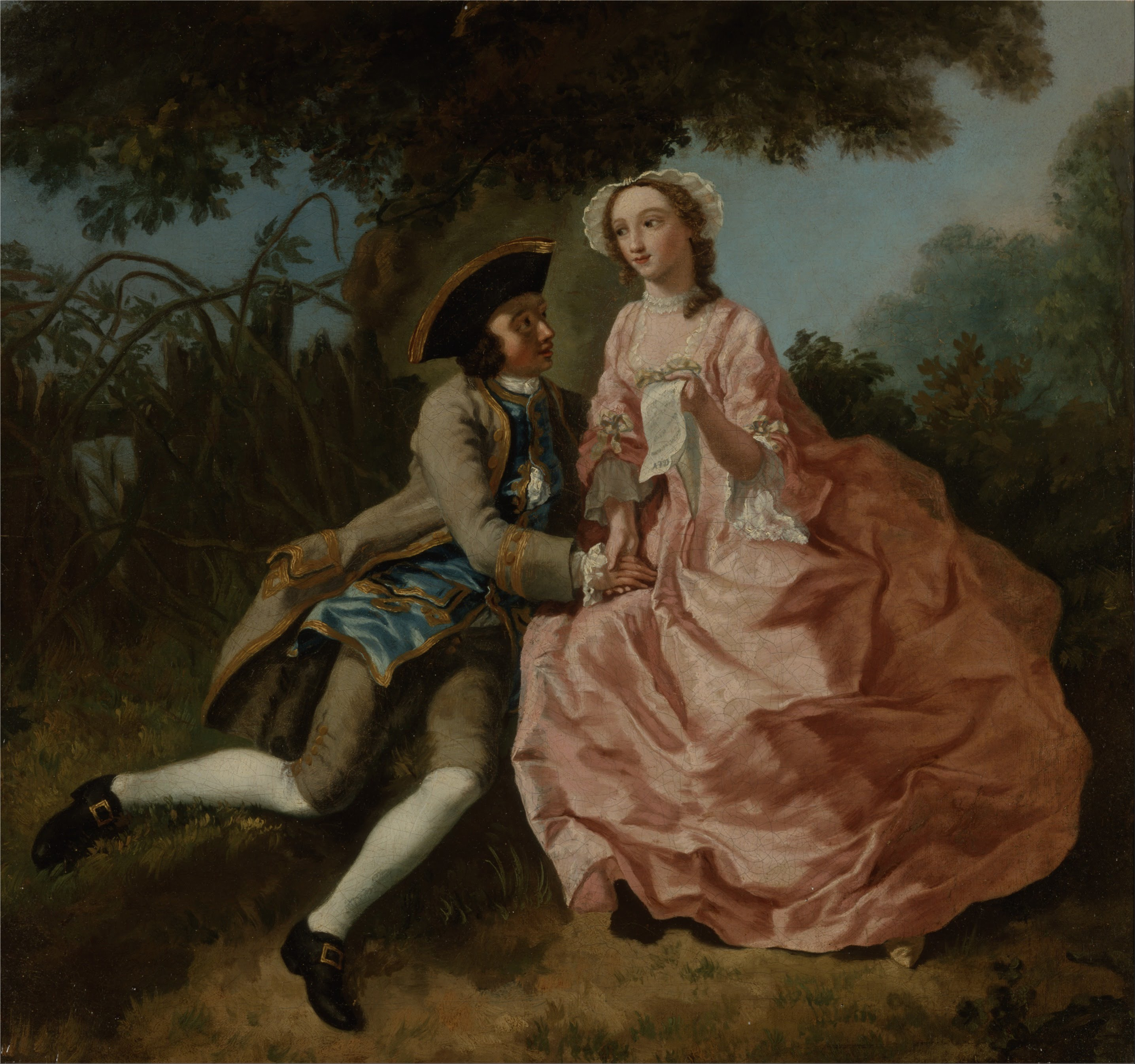
Lovers in a landscape, Petrus Johannes van Reysschoot, ca. 1740
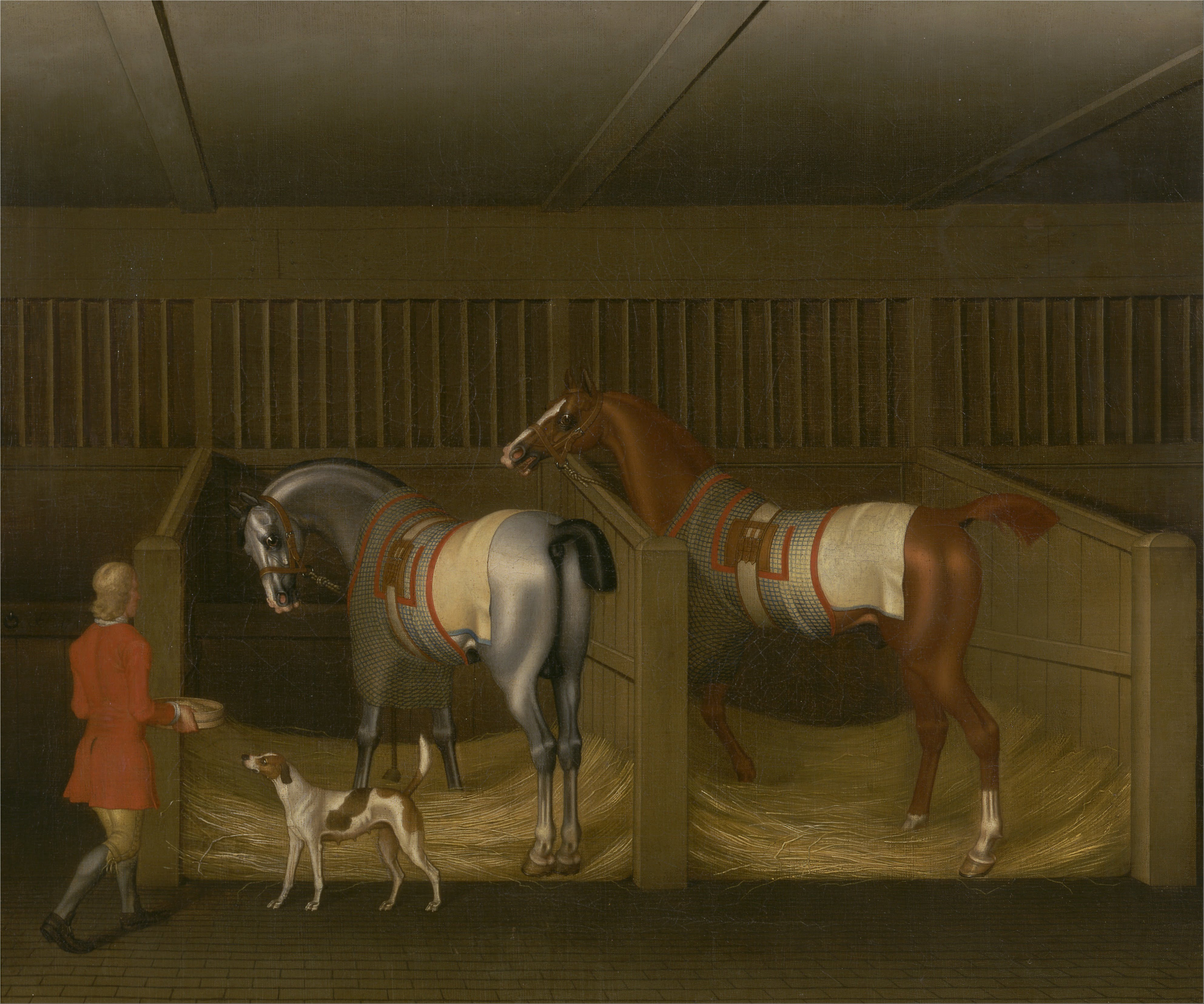
The Stables and Two Famous Running Horses belonging to His Grace, the Duke of Bolton, de James Seymour, 1747
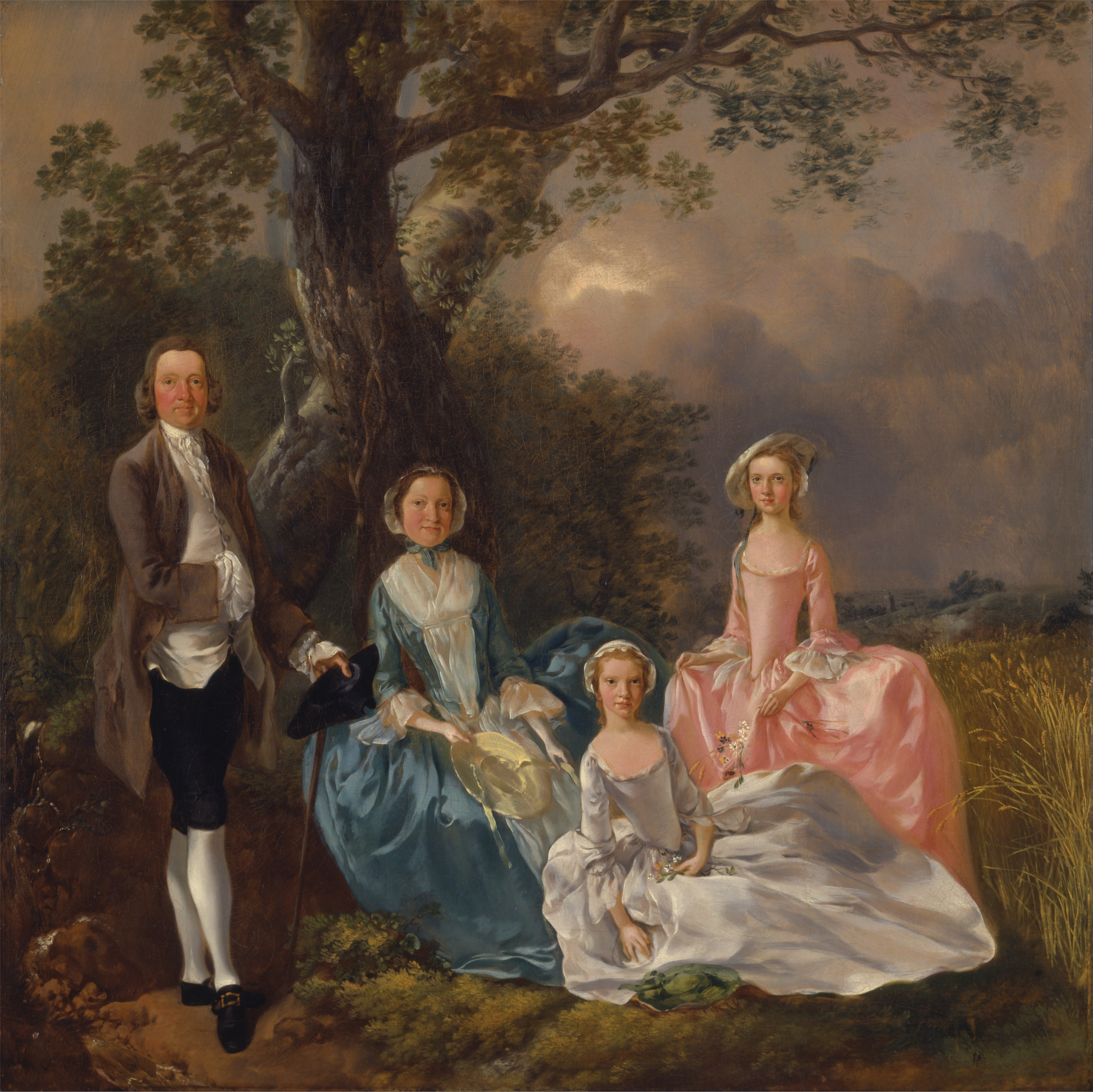
La família Gravenor, de Thomas Gainsborough, 1754
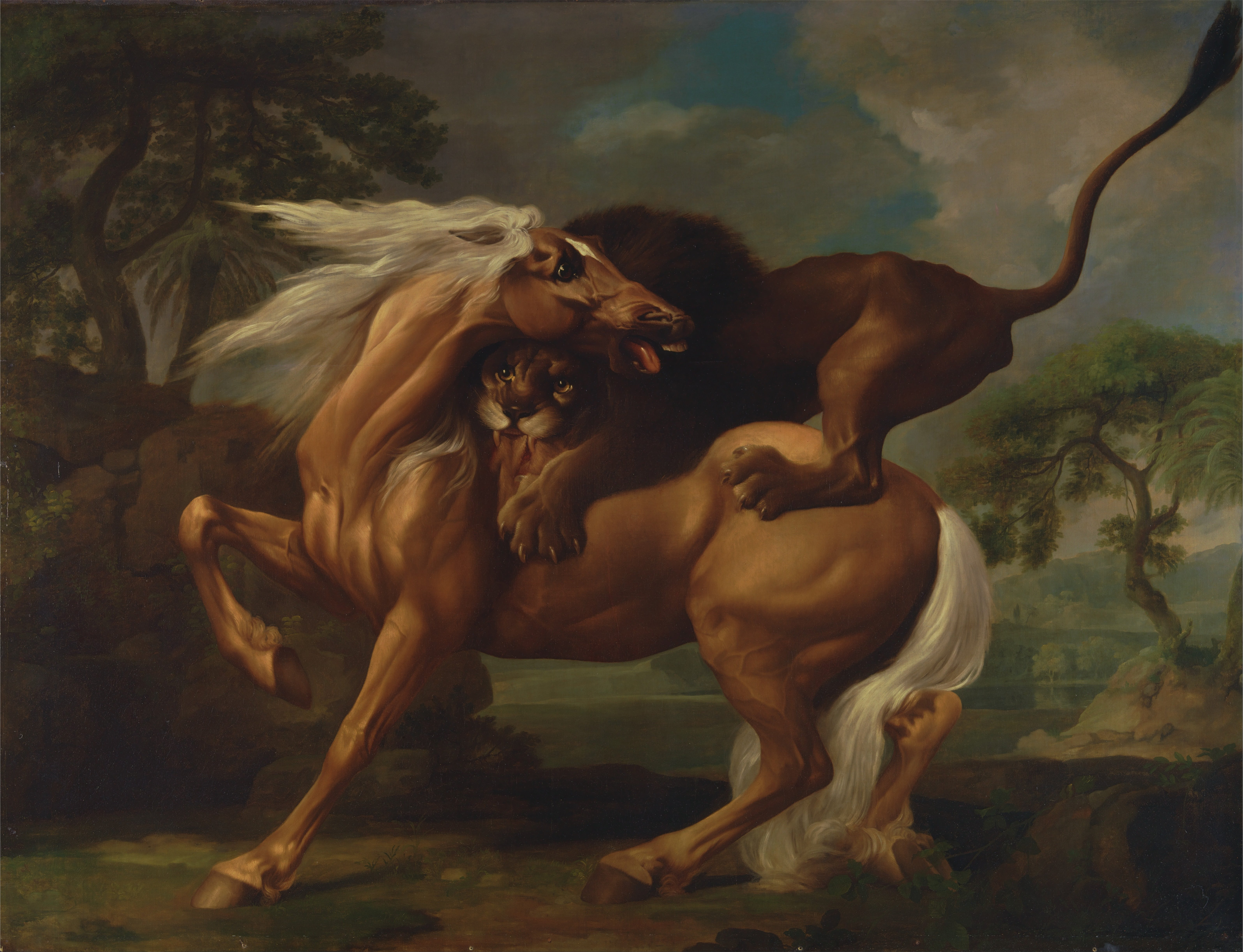
A Lion Attacking a Horse, de George Stubbs, 1762
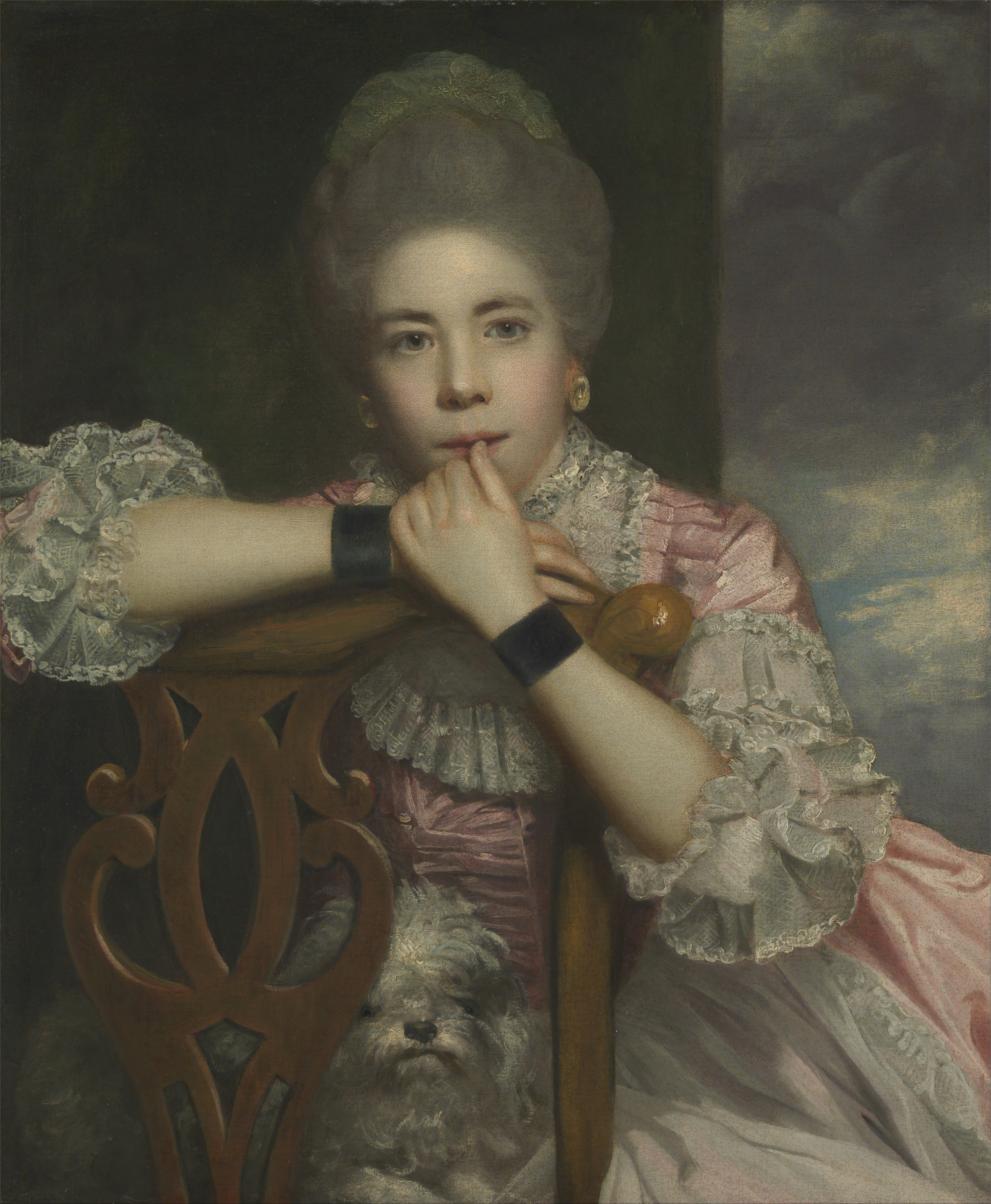
Mrs. Abington as Miss Prue in "Love for Love" by William Congreve, de Sir Joshua Reynolds, 1771
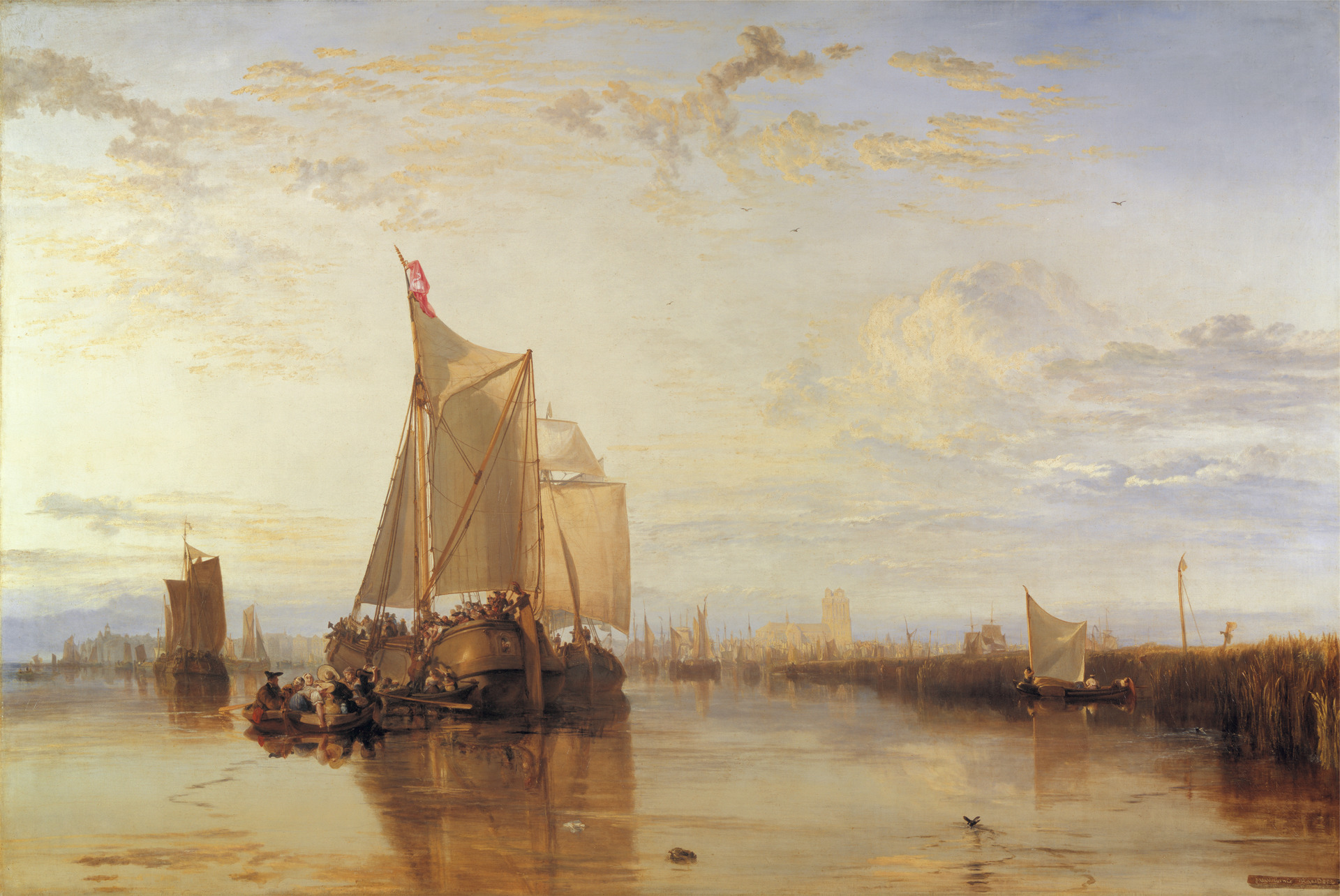
Dort or Dordrecht: The Dort packet-boat from Rotterdam becalmed: The Dort packet-boat from Rotterdam becalmed, by J. M. W. Turner, ca. 1818
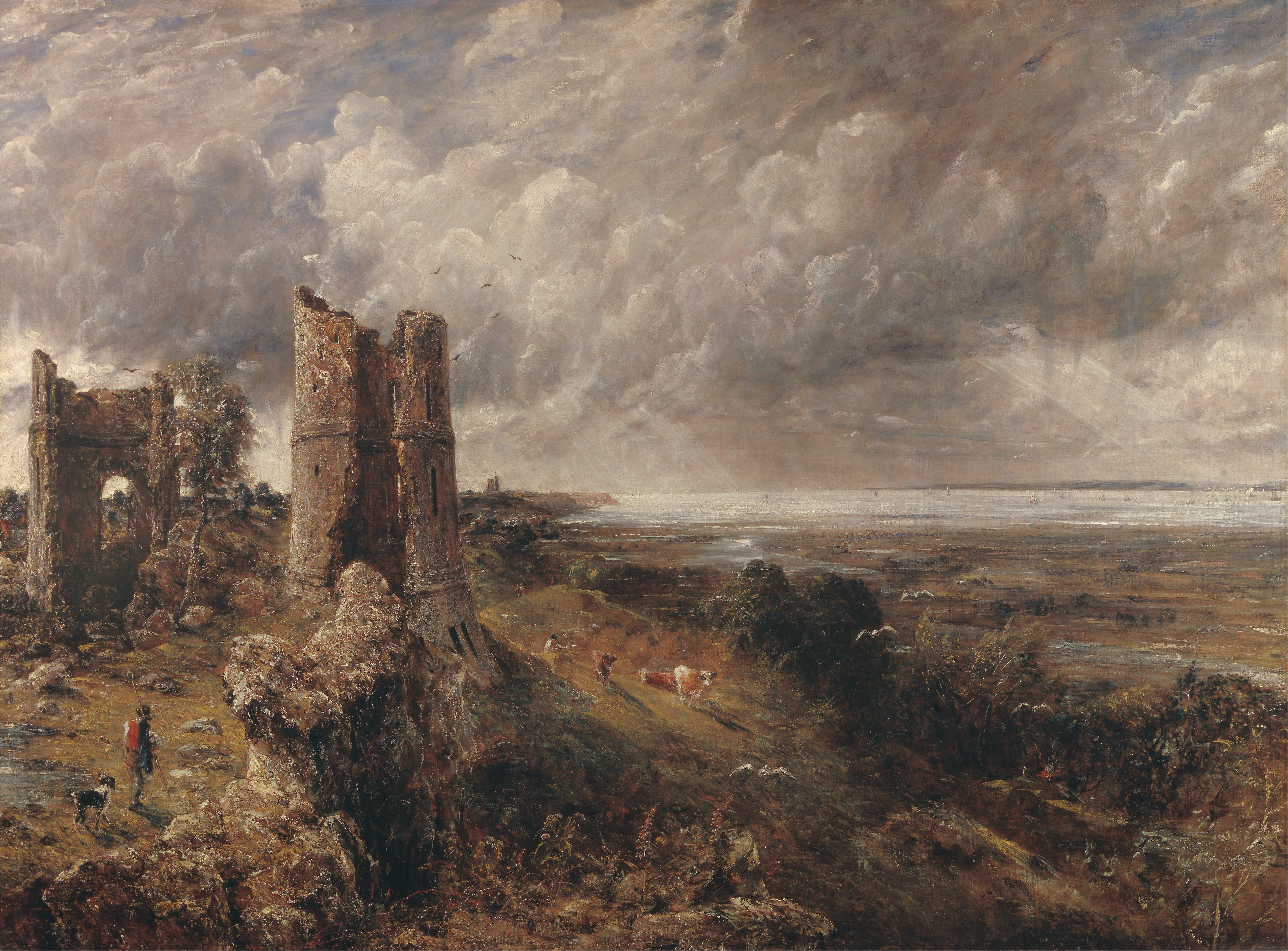
Hadleigh Castle, The Mouth of the Thames--Morning after a Stormy Night, de John Constable, 1829
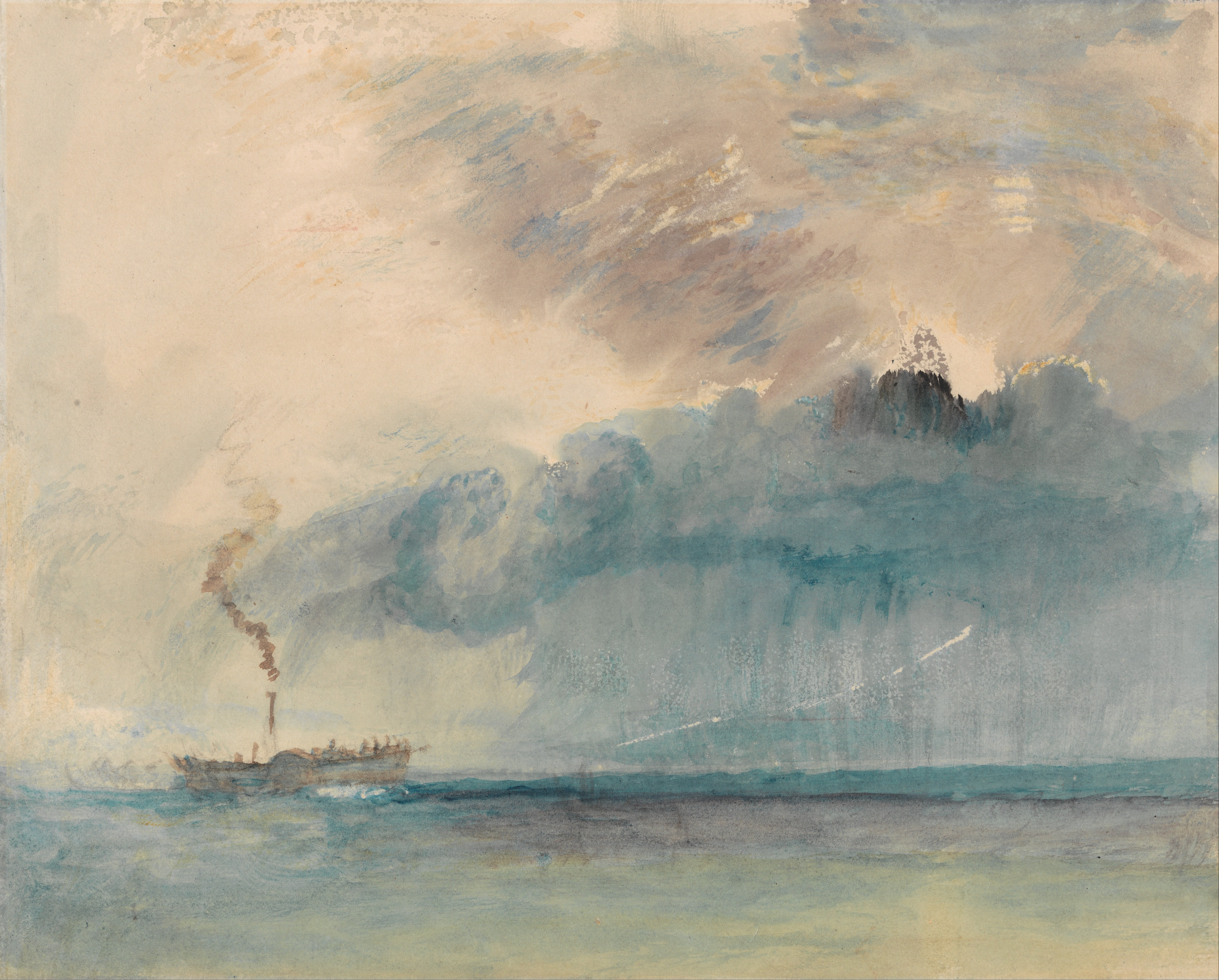
A Múltiples -steamer en una tempesta, aquarel·la de J. M. W. Turner, ca. 1841
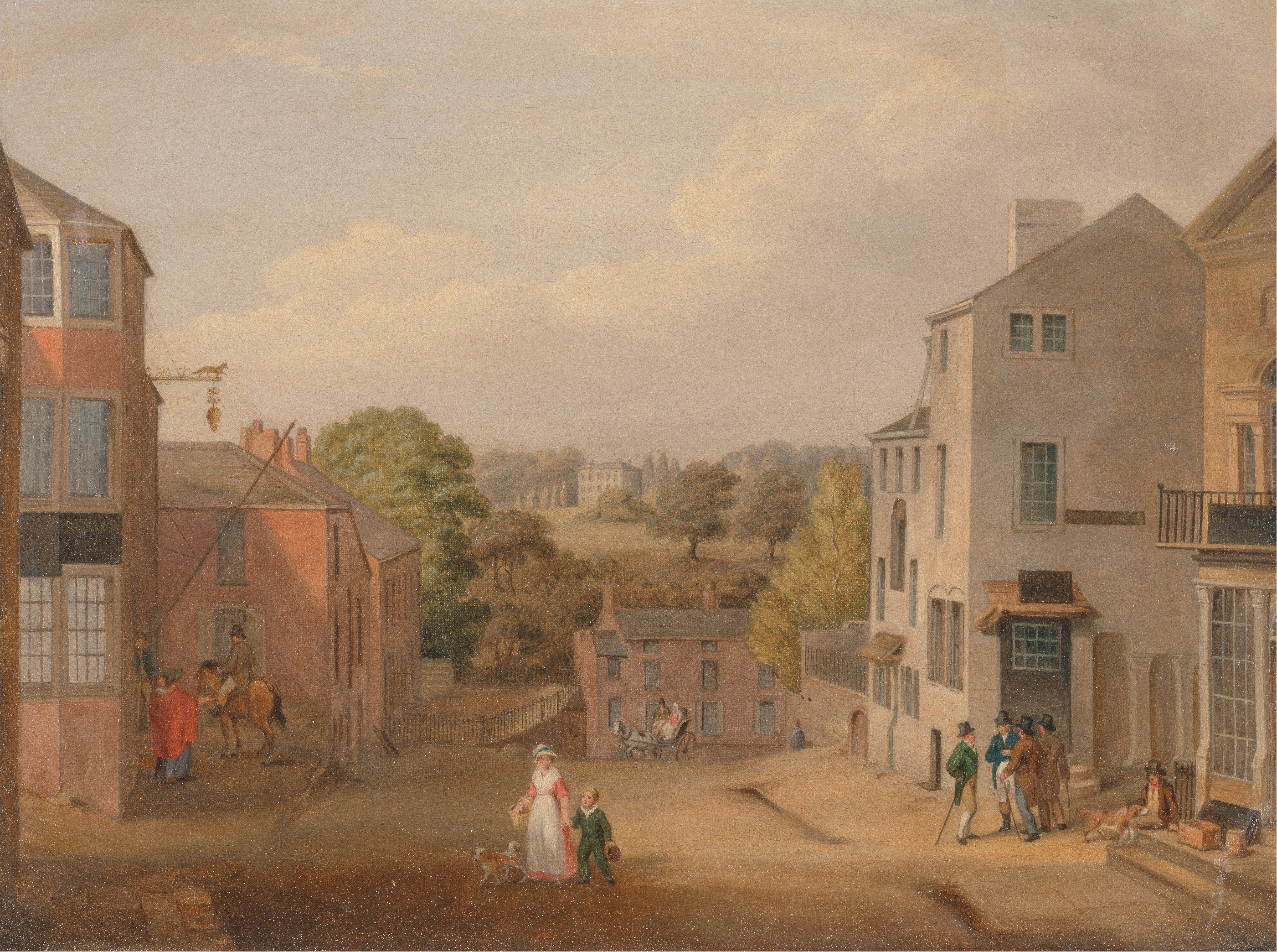
Street Scene in Chorley, Lancashire, with a view of Chorley Hall, de John Bird de Liverpool, ca. 1795
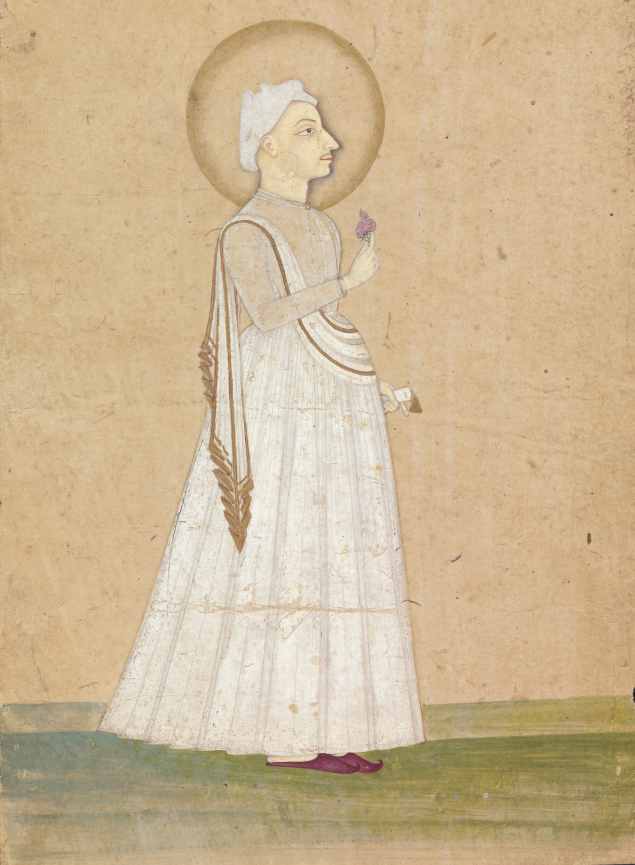
Retrat d'un primer ministre indi Madhavrao Peshwa, un noble del segle xviii, Statesman, Premier
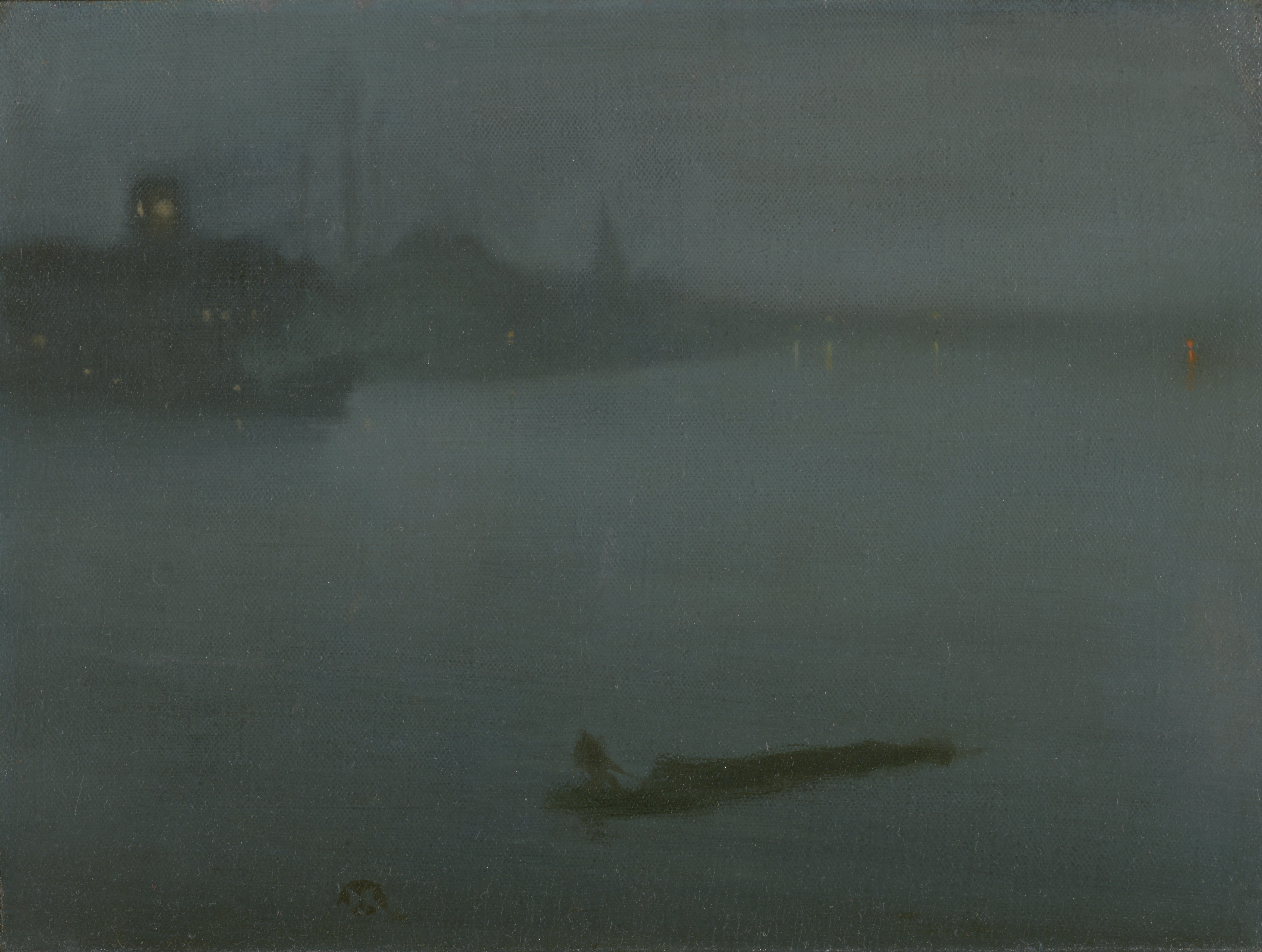
Nocturne in Blue and Silver, de James Abbott McNeill Whistler, 1872-1878